# 나이로비강

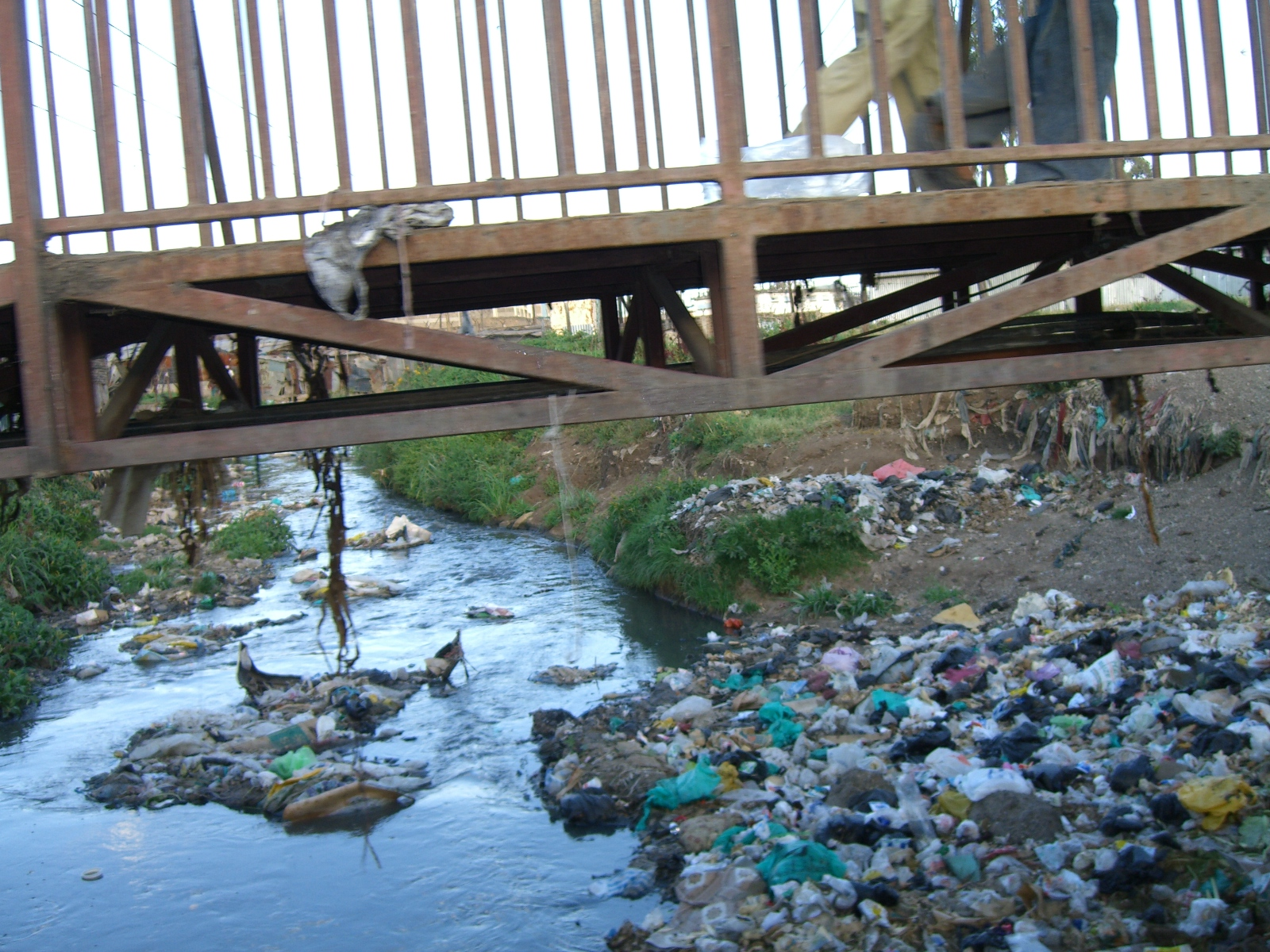
나이로비강의 오염.

나이로비강은 케냐의 수도인 나이로비를 가로질러 흐르는 강이다. 나이로비강 유역의 주요 강으로, 여러 평행한 하천이 동쪽으로 흐른다. 나이로비 분지의 모든 강은 나이로비 동쪽에서 합류하여 아티강과 만나고, 최종적으로 인도양으로 흘러간다. 강은 대부분 좁고 심하게 오염되어 있지만, 최근 강 정화를 위한 노력으로 수질이 개선되었다.
주요 물줄기인 나이로비강은 도시 중심부의 북쪽 경계를 이루며, 부분적으로 운하화되어 있다.

## 지류
나이로비강은 키쿠유의 온디리 습원에서 발원한다. 나이로비강에는 여러 지류가 있다.
- 아티강
- 가타라-이니강
- 기타투루강
- 키우강
- 마타리강
- 음바가티강
- 나이로비강
- 응공강
- 루이루아카강

모토이네강은 나이로비 주민들에게 식수를 공급하기 위한 인공 호수인 나이로비 댐으로 흘러 들어간다. 이 물줄기는 응공강으로 이어진다.
가타라이니강은 아베르데어 산맥의 하류 습지에서 발원하여 여러 인구 밀집 지역을 통과한다. 이 물줄기는 수로와 유역을 따라 인간 활동의 영향을 받는다. 키암바와 카눙가의 상류 지역에서 이 물줄기는 습지와 늪지를 통과하며, 주요 토지 이용 형태는 생계농업과 인간 정착지이다. 키암부의 중류 지역에는 광대한 커피 재배지와 혼합 농업이 있다.
나이로비 동부에서는 응군두, 카물루의 나이로비 하수 회사를 통과한다.
기투라이와 짐머만의 하류 지역에서 이 물줄기는 커피 농업, 집중적인 혼합 농업, 그리고 카미티 제혁소 공장과 같은 산업이 특징이다. 하류의 물은 짠맛이 나고 악취가 난다. 과거에는 이 지역 전반에 걸쳐 생계농업으로 아로우루트와 케일을 재배하는 것이 흔했다. 이 강을 보존하고 유지하기 위한 노력은 아직 시작되지 않았다.
나이로비의 강들은 농업, 빈민가, 산업으로 인해 오염되어 있다. 우기 동안에는 저지대 강둑의 강들이 범람한다.
케냐에는 케냐산에서 발원하여 사가나강과 국내에서 가장 긴 강인 타나강의 지류가 되는 두 번째 나이로비강이 있다.

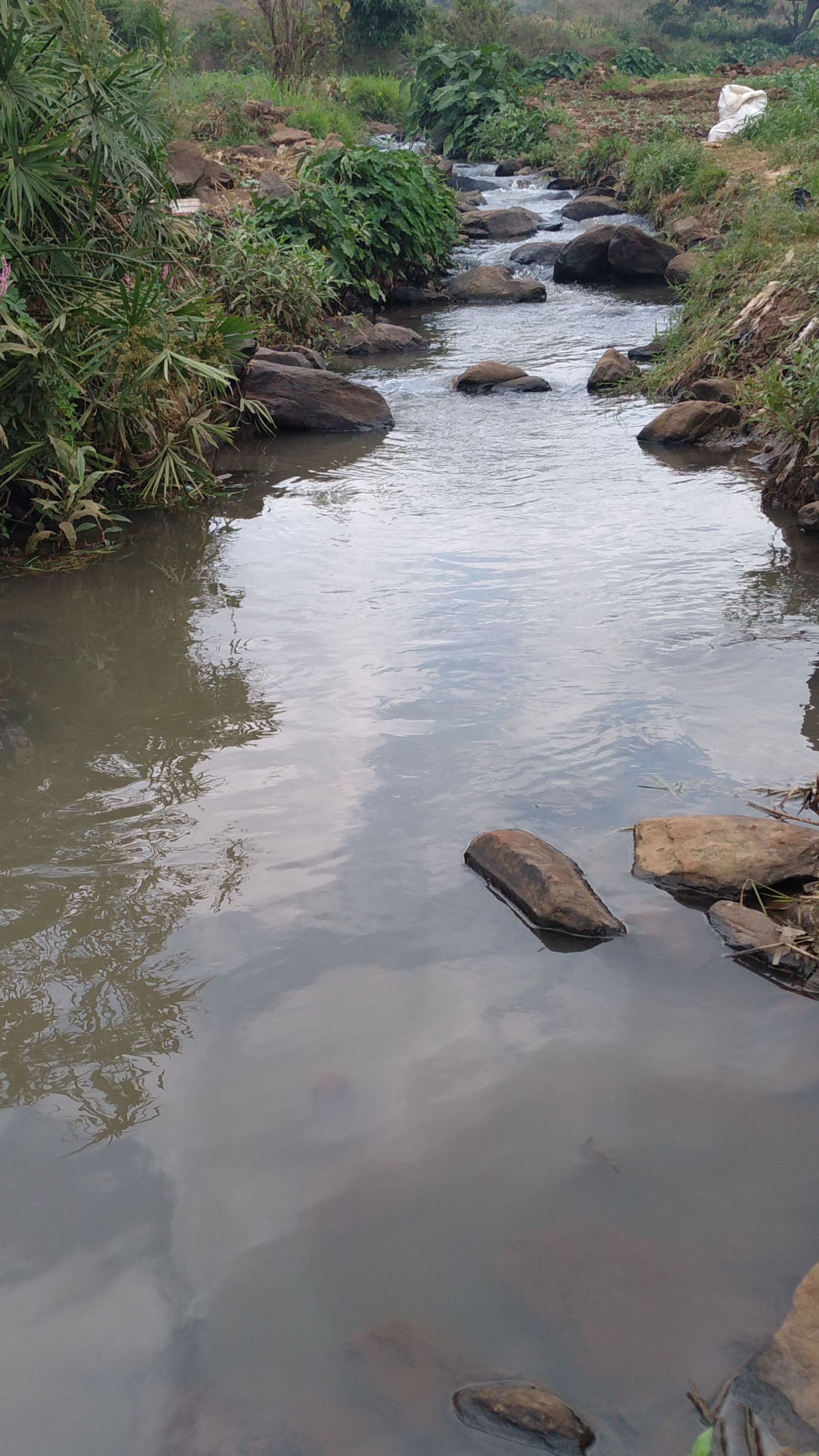
가타라-이니강은 나이로비 카운티 카사라니 선거구에 있다.

## 같이 보기
- 케냐의 상하수도 및 위생